# フロアエージェント
株式会社フロアエージェントは、東京都足立区 六町4丁目に本拠を置く左官、コンクリート工事、外構・建築工事などを行う企業。特にアメリカ製の最新型自動床均し機を使用し、「再振動高密度コンクリート工法」 を用いた大型倉庫などのコンクリート床施工では定評がある。2021年には、業界初の自動走行式無人コンクリート床ならしロボット「リバイブロボ」を開発、2022年4月には、左官材料である3製品「FAカチオンフィニッシュ」「FAカチオンハード」「FAパワーレベラー」を開発した。

## 概要
2006年6月、又吉雄二により設立。主に左官工事を始め、外壁補修及び仕上げ、コンクリート工事、真空コンクリート工事、デザインコンクリート景観工事、防水工事　床塗装工事、ゴムチップ舗装工事、外構・建築工事、店舗内装仕上げ工事などを手掛けている。日本国内で機械化施工の必要性が急速に高まる中、同社は床工事を手掛ける傍ら、現場の要求に応える形で施工機械の自社開発にも取り組む。2024年には最新型のEV仕様の「リバイブスグリード」を開発。
施工エリアは東京都、神奈川県、千葉県、埼玉県、栃木県、群馬県を中心とする。改修工事を得意とし、土間コンクリートも行うが、特に重量物や車輌の往来による大きな衝撃や磨耗を継続的に受け続ける工場・倉庫などの床に適応する耐久性の高い次世代型コンクリート床の施工を得意とし、高速道路や病院や学校などの公共施設改修工事も行っている。耐久性に優れる独自の「再振動高密度コンクリート工法」を採用し、大型車両の往来が激しい物流施設や道路舗装の施工などの日本国内での普及を進めているほか、ベトナムをはじめとする海外での施工実績も多く、ODAの面での反響もある。
また、代表者の又吉雄二は、人手不足が問題となっている現代においては、新工法の研究や必要に応じ最新機器の導入を積極的に行い、作業の効率化と品質向上に取り組むべきとし、自らも新工法の開発や現有工法の研究を重ね、専門誌に論文を発表したり、建設業を対象としたセミナーなどで講演するなどしている。又吉は日本は「作業」と「仕事」が明確に分担されずに機械化が遅れ、労働生産制では海外に引けをとっていると考えている。このため、「作業」部分の機械化とそれによる生産性の向上には積極的である。同社の最新技術の導入は、対顧客の部分にとどまらず、少人数で施工が可能となったことで生産性を向上させ、従業員の給与の向上や週休2日制の堅持に加え、業界全体の問題である人手不足の解消につながっているほか、素早い対応ができるとしてインターネットを通じた受注に注力、ホームページを顧客の悩み別に作成したりLINEを導入。会社として早急な対応を可能とした。

### 自動床均し機（レーザースクリード工法）
同社では、2020年の東京オリンピック・パラリンピックを控え、建設需要の増大が予想される中、工事を担う技能者不足や職人の高齢化を考慮し、技能者の減少があっても工事の需要に対応できるよう、いち早くアメリカ・ソメロ社製のコンクリート均し機「ミニスクリードC」を導入。施工の大幅な省力化（約30%）と品質向上を図った。「ミニスクリードC」は、ガソリンエンジンを動力としタイヤ付きの本体に、均し用のブレードを装着したもので、コンクリート表面を均すと同時に、ブレードの振動によりダンピング効果が発揮され、レベルの制御はレーザー水平器と連動し自動で行われる。同機の導入により、同社では床精度向上を目的とした不陸の軽減やレベルの均一化、作業性の向上、ダンピング効果による密実なコンクリートの形成を実現し、特に物流倉庫など重量物の往来の激しい用途において、高い効果を上げられるようになった。アメリカを始め中国、シンガポールなど多くの国々では機械によるコンクリート自動均しが盛んに行われているが、日本ではようやくゼネコンが採用し始めたばかりで、資金力の大きなゼネコンではなく、専門工事会社が新規性の高い機械を購入し、現場に導入するのは異例であった。また、耐久性とともに仕上がりの美観が要求される物流倉庫における施工の最終仕上げでは、トロウェルを回転させる鏝板（機械羽）にもこだわりが見られる。同社では以上の工法を物流倉庫コンクリート床のベーシックな工法として積極的に提案している。

### LCS工法
同社はEC市場の急速な増大に伴い、倉庫内に自走床ロボットを導入する企業が増え、さらに高い床精度（±3㎜以下且つ平滑な表面）が要求されることを見越して、新たな工法であるLCS工法（ロジスティック コンクリート フィニッシングシステム）＋不陸調整法を採用している。前述の自動床均し機による振動ダンピングと自動レベル測定により、均一で安定したコンクリート均しを行い、平面ダンパーによる初期振動を与えた後、ブリーディングが起きた時点でさらに再振動を加え、水ミチや空隙を除去、さらにより重量のある騎乗式機械で円盤掛けを行い、表面加圧を実施。床レベルの均一化のための不陸調整を同時に行える。その後、表面仕上げとして重量の軽い機械を使用するが、同社ではコンビネーションブレードを装着し床仕上げを行う。コンビネーションブレードは羽の心棒がより外側に偏っているため、従来のものに比べ床への負担が軽くブレード跡が出にくい仕上げとなる。数日後、床全体に対し横、縦方向とも1800㎜ピッチにおいて、レベル測定を細かく出し、±3㎜を超えているものは塗り付け補修を行わず極力削り作業だけで行う。同社では、床施工においては、コンクリート仕上から切削工事のレベル調整までをワンステップで行える体制が望ましいとしている。
同社は2016年から機械化、ロボティクス化に着手し、その後、LCS工法が床施工における科学的な施工法として多くの現場で採用されている。 特に物流施設では床に再現性をもたらし同等の結果を得られることが、倉庫の価値向上につながると考えている。

### 無人床ならしロボット
2021年には、自動走行式無人コンクリート床ならしロボット「リバイブロボ」を開発。コンクリート工事において最も重要工程とされる「締固め」作業を定量的かつ効率的に行いひび割れや剥がれなどの抑制、コンクリート中の気泡・空隙の除去及び「トンボ均し」工程を同一の再現性をもって機械的に行うことでレベル精度や耐久性能の向上を期待し同社が開発したものである。
「リモコンによるボタン操作で「締め固め」と「ならし」が行える自動走行ロボットで、省力化や生産性、品質の向上に寄与するだけでなく、リチウムイオンバッテリー使用により排気ガス0を達成し環境にも配慮されている。一般的な電気式バイブレーターは振動の人体への影響を考慮し、厚生労働省により1日の使用時間の制限があったが、物流倉庫など大面積のコンクリート床仕上げのために作業員の確保が課題であった。従来の方法では1000㎡に対して熟練工10-11人工が必要であったが、リバイブロボでは6-7人工を可能とした。最終的には5人工を目指すとしている。また、コンクリートのひび割れを抑えるために重要な締め固めにも大きな効果があり、全体で均一に強固な床造りが可能となった。同年秋からはレンタルを開始。

### 左官材料
2022年4月、同社は床改修工事や既存コンクリート補修工事に関し、雨打たれ補修や素地仕上げ可能な材料について、3種類の左官材料である以下製品を開発・発売した。これらはコンクリート色を最適に調色し、補修後も経時により既存コンクリートに馴染む色合いとなるほか、それぞれ以下の特徴を持つ。

#### FAカチオンフィニッシュ
一材型 高接着・高強度 下地調整・素材仕上げ材で、雨打たれ補修施工可能。厚さ1.4㎜から厚塗りまで内部・外部共に使用可能。

#### FAカチオンハード
一材型 高流動性 床専用補修・素地仕上げ材。下地調整および素地仕上げ材として施工可能。内部・外部共に使用可能。超速乾で施工後4時間で歩行可能。

#### FAパワーレベラー
高強度・超速硬型セメント系セルフレベリング材。超速乾、屋内床用。レベル調整の求められる床、塗床下地対応。クラック注入・充填剤に向く。施工後3時間で歩行可能。

## 沿革
- 2002年（平成14年） - 8月12日、又吉雄二により創業[6]
- 2006年（平成18年） - 6月27日、株式会社フロアエージェントとして設立[1]。
- 2018年（平成30年） - 1月16日、又吉雄二が「千住でクロス C Studio」 に出演[26]。
- 2018年（平成30年） - 7月26日、東京都より特定建設業許可を13種追加取得し、全29種の業種において工事の請負を可能とする。
- 2019年（平成31年） 
  - 3月竣工の墨田区立吾嬬立花中学校新築工事に携わる[27]。
  - 7月5日竣工の三井不動産インダストリアルパーク羽田新築工事に携わる[28]。
- 2021年（令和3年） 
  - 7月1日竣工の先進的物流施設である「JMT葛西A棟」（江戸川区葛西トラックターミナル内、アスクル専用施設）建設工事に携わる[29]。
  - 7月21日竣工の先進的物流施設である「GLP北本」（埼玉県、日本GLP）建設工事に携わる[30]。
  - 秋、自動走行式無人コンクリート床ならしロボット「リバイブロボ」を開発。レンタルを開始[24]。
- 2023年（令和5年） - 11月6日、新社屋移転。
- 2024年（令和6年） - 3月竣工のマルチテナント型物流施設「CREDO加須」新設工事の真空コンクリート工事を担当[31]。
- 2025年（令和7年）
  - 1月竣工のニトリホールディングス物流センター福岡DCの施工を担当[32]。
  - 2月竣工の横浜ロジスティックセンターの施工を担当[33]。
  - 2月竣工の三井不動産・ENEOS不動産MFLP横浜新子安の施工を担当[34]。

## 主要取引先
- イチケン
- 大林組
- 奥村組
- 川田工業
- 北野建設
- スイコウ
- 日鉄エンジニアリング
- 大成建設
- 大末建設
- 大和ハウス工業
- 田中土建工業
- 竹中工務店
- 東急建設
- 東建コーポレーション
- 前田道路
- 名工建設
- 日本道路
- 西松建設
- 三井住友建設

## 所属団体
- 日本建築仕上げ学会
- 公益社団法人土木学会
- 日本床施工技術研究協議会
- 日本土間業組合連合会

## 参考資料
- 『左官総覧』2019年6月27日発行
- 月刊『近代建築』2019年2月号「物流施設の計画と設計」Vol.73
- 月刊『近代建築』2021年2月5日発行・第75巻2号（P2-3、P78-79）「コンクリート仕上げの真骨頂」、「物流施設を施工する前に知っておきたいコンクリート床仕上げの重要ポイント」株式会社フロアエージェント
- 月刊『建築仕上技術』2022年4月号 VOL.47 NO.561
- 『左官総覧』2022年版 通巻30号
- 『建築仕上年鑑』VOL.74 通巻43号

## 参考サイト
- バズーTV公式サイト
- C wave公式サイト（千住でクロス C Studio 2018年1月16日）